# Metanarthecium luteoviride
Metanarthecium luteoviride är en enhjärtbladig växtart som beskrevs av Carl Maximowicz. Metanarthecium luteoviride ingår i släktet Metanarthecium och familjen myrliljeväxter.

## Underarter
Arten delas in i följande underarter:
- M. l. luteoviride
- M. l. nutans

## Bildgalleri

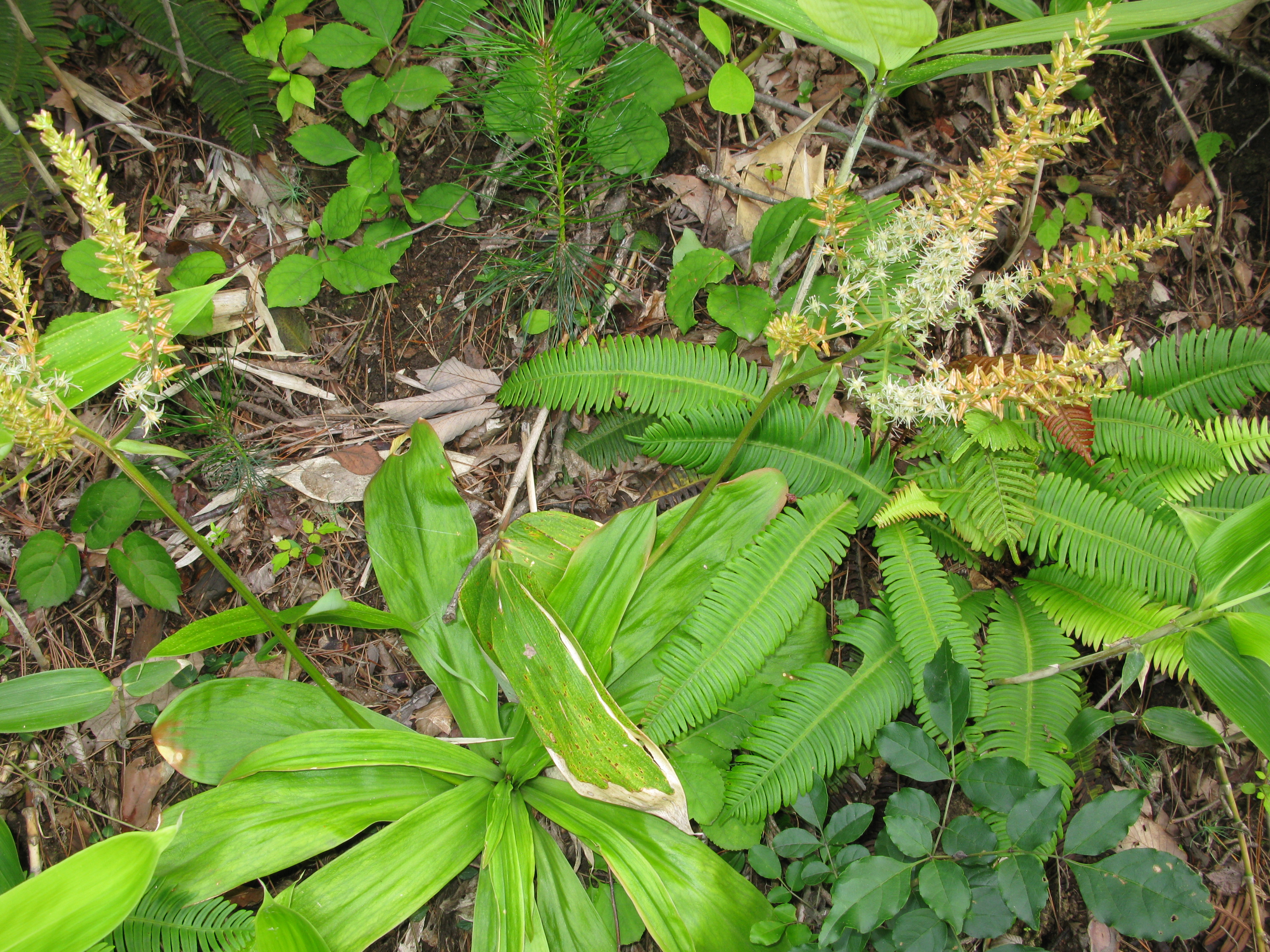